# 景宗 (朝鮮王)
景宗（キョンジョン、けいそう、1688年11月20日 - 1724年10月11日）は李氏朝鮮の第20代国王（在位：1720年 - 1724年）。諱は昀。字は輝瑞。

## 生涯
粛宗の長男であり、父の粛宗は彼の誕生を非常に喜んだとされ、側室の子にもかかわらず3歳の時に世子になり、次期国王の座を約束された。
景宗は非常に聡明で、臣下の意表を突く質問が多かった。また、書道の造詣が深かった。しかし、1694年に母が中殿（正妃）から嬪の位に降格され（甲戌換局）、1701年に刑死したことにより、自分の立場も思い知らされることになる。それは父粛宗の冷遇であった。それにより彼は憂鬱症になってしまったという。
1720年、父王の死により即位する。彼の治世は老論派が権力を握っていた。そのため、老論の支持を受けた異母弟の延礽君（後の英祖）が1721年に世弟（王位継承者）になった。これは景宗自身に子が無く、また健康的な理由から子が望めないという背景もあった。しかし老論が世弟による代理聴政を主張すると、金一鏡は老論を弾劾し、老論4大臣が流刑に処された。1722年に睦虎竜が、景宗を殺害しようと計画したと告げたことから、老論は没落した（辛壬の獄）。これにより少論が権力を握ることになった。
宣懿王后と少論は王族を養子に迎えて延礽君を取り除こうと企てたが、その前に景宗が急死して失敗した。一説によれば、当時の医学で相剋とされた蟹醤と柿を食べ、延礽君が医師の反対にもかかわらず参茶を薬として使ったといい、景宗は老論派の両班によって暗殺されたとも言われている。満35歳没。陵はソウル城北区石串洞にある懿陵。
清から贈られた諡号は、「恪恭王」である。諡号に「慎む恪」「恭遜な恭」の文字を使用しており、朝鮮国王は従順であって欲しいという清の希望を読み取れるが、この諡号は、治世中の公式記録から徹底して取り除かれており、『朝鮮王朝実録』、朝鮮国王の行状、『陵誌文』といったほとんど全ての公式記録から取り除かれ、外交文書以外にはほとんど使用されなかった。『朝鮮王朝実録』は、清から諡号を授かった事実を記録するのみで贈られた諡号を記録していない。その理由は、「夷狄」とみなした清からの諡号を恥辱に感じていたからであり、表向きは清に対して朝貢・冊封の事大をおこない、恭順の姿勢を装うが、清に対する反発が拭い難く根付いていた。

## 家系
- 祖父: 顕宗（1641年 - 1674年）
- 祖母: 明聖王后金氏（1642年 - 1684年）
- 父: 粛宗（1661年 - 1720年）
- 嫡母: 仁顕王后閔氏（1667年 - 1701年）
- 生母: 禧嬪張氏（1659年 - 1701年）
  - 弟: 大君（1690年7月19日[3] - 同年9月16日[4]）
- 正室: 端懿王后沈氏（1686年 - 1718年）- 青恩府院君 沈浩（朝鮮語版）の娘、世子嬪時代に薨去、死後追贈
  - 子女なし
- 継室: 宣懿王后魚氏（1705年 - 1730年）- 咸原府院君 魚有亀（朝鮮語版）の娘
  - 子女なし

## 景宗が登場する作品
テレビドラマ
- トンイ（MBC2010年、演：ユン・チャン）
- テバク〜運命の瞬間〜(SBS2016年、演：ヒョヌ)
- ヘチ 王座への道(SBS2019年、演：ハン・スンヒョン）